# Haltham
Haltham – wieś i civil parish w Anglii, w Lincolnshire, w dystrykcie East Lindsey. W 2011 roku civil parish liczyła 122 mieszkańców. Haltham jest wspomniana w Domesday Book (1086) jako Holtham.